# La vaca cega
La vaca cega és un poema compost per l'escriptor català Joan Maragall l'any 1893 a Sant Joan de les Abadesses que forma part de la sèrie Pirinenques. L'autor hi explica els moviments d'una vaca, cega d'un cop de roc d'un vailet de can Covilar de Sant Joan de les Abadesses (Ripollès); gairebé la personifica, i li dona un aire de noble tragèdia i de fatalitat, bastit en un clima d'elements morals i lírics. Es tracta, segurament, d'un dels poemes més coneguts de Maragall.
En una carta al seu amic Soler i Miquel que inclou el poema, Maragall descriu aquest com una «flor de salut ociosa». Segons l'estudiós de l'obra de Maragall Arthur Terry, el que vol dir és que només en un estat de salut, d'equilibri físic i mental, una persona és capaç de sentir compassió.
La seva reacció de la visió de l'espectacle de l'animal arriba a transmetre alguna cosa de la força vitalitzadora que ve de la compassió.
La vaca cega va ser traduït al castellà per Miguel de Unamuno i a l'esperanto per Vicente Inglada Ors. També el dibuixant Junceda en va fer una recreació pictòrica.

## Poema
Topant de cap en una i altra soca,

avançant d'esma pel camí de l'aigua,

se'n ve la vaca tota sola. És cega.

D'un cop de roc llançat amb massa traça,

el vailet va desfer-li un ull, i en l'altre

se li ha posat un tel: la vaca és cega.

Ve a abeurar-se a la font com ans solia,

mes no amb el ferm posat d'altres vegades

ni amb ses companyes, no: ve tota sola.

Ses companyes, pels cingles, per les comes,

pel silenci dels prats i en la ribera,

fan dringar l'esquellot mentre pasturen

l'herba fresca a l'atzar, ella cauria!

Topa de morro en l'esmolada pica

i recula afrontada... Però torna,

i abaixa el cap a l'aigua, i beu calmosa.

Beu poc, sens gaire set. Després aixeca

al cel, enorme, l'embanyada testa

amb un gran gesto tràgic; parpelleja

damunt les mortes nines, i se'n torna

orfe de llum sota el sol que crema,

vacil·lant pels camins inoblidables,

brandant llànguidament la llarga cua.
(Poesies, 1895)